# امیر وزیری
امیر وزیری (زاده ۱۶ بهمن ۱۳۵۶) بازیکن سابق فوتبال ایران است. او سابقه بازی در تیم‌های فجر سپاسی، ذوب‌آهن، پیکان تهران، سایپا البرز، استقلال اهواز و ماشین‌سازی تبریز را دارد.
امیر وزیری صاحب دو رکورد منحصر به فرد است . تیمهای ذوب آهن و فجر سپاسی در دو فصل  جام حذفی ۸۰–۱۳۷۹  و  ۸۲–۱۳۸۱ به دیدار پایانی رسیدند که سهم هر کدام با گلهای وزیری یک قهرمانی بود. امیر وزیری در فینال اول بازیکن سپاسی بود برای این تیم گلزنی کرد و در فینال دوم لباس ذوب آهن را بر تن داشت و موفق شد دو بار دروازه‌ی  فجر را باز کند. 
همچنین اولین گل تاریخ لیگ برتر ایران توسط امیر وزیری به ثبت رسیده. وی در دیدار ذوب آهن مقابل ملوان با گلی که در دقیقه چهارم نیمه‌ی اول به ثمر رساند به این مهم دست یافت.
امیر وزیری سابقه‌ی انجام ۲ بازی برای  تیم ملی فوتبال ایران را در کارنامه دارد.